# Krista Kalmus
Krista Kalmus é uma atriz americana conhecida pela personagem Claire Nordhouse na série de televisão Veronica Mars.